# Катастрофа Boeing 747 под Корком
Катастрофа Boeing 747 под Корком — крупная авиационная катастрофа в результате теракта, произошедшая в воскресенье 23 июня 1985 года в небе над Атлантическим океаном. Авиалайнер Boeing 747-237B авиакомпании Air-India совершал плановый межконтинентальный рейс AI182 по маршруту Монреаль—Лондон—Дели—Бомбей, но при подлёте к Лондону (в 176 километрах от Корка (Ирландия)) на его борту прогремел взрыв, уничтоживший самолёт. Погибли все находившиеся на его борту 329 человек — 307 пассажиров и 22 члена экипажа.
Катастрофа рейса AI182 стала крупнейшей авиакатастрофой в нейтральных водах и истории индийской авиации, первым терактом на самолётах Boeing 747 и крупнейшим терактом в истории Канады.

## Сведения о рейсе 182

### Самолёт
Boeing 747-237B (регистрационный номер VT-EFO, заводской 21473, серийный 330) был выпущен в 1978 году (первый полёт совершил 19 июня). 30 июня того же года был передан авиакомпании Air-India, в которой получил имя Emperor Kanishka. Оснащён четырьмя двухконтурными турбовентиляторными двигателями Pratt & Whitney JT9D-7J. На день катастрофы 7-летний авиалайнер совершил 7525 циклов «взлёт-посадка» и налетал 23 634 часа.

### Экипаж и пассажиры
В Монреале у рейса 182 сменился экипаж. Состав нового экипажа рейса AI182, летевшего по маршруту Монреаль—Лондон—Дели—Бомбей, был таким:
- Командир воздушного судна (КВС) — 56-летний Ханс С. Нарендра (англ. Hanse S. Narendra). Очень опытный пилот, проработал в авиакомпании Air-India 28 лет и 8 месяцев (с 1 октября 1956 года). Управлял самолётом Boeing 707 (сначала вторым пилотом, затем КВС). В должности командира Boeing 747 — с 14 февраля 1973 года (до этого управлял им в качестве второго пилота). Налетал 20 379 часов, 6487 из них на Boeing 747 (6364 из них в качестве КВС).
- Второй пилот — 41-летний Сатвиндер С. Биндер (англ. Satwinder S. Bhinder). Опытный пилот, проработал в авиакомпании Air-India 7 лет и 8 месяцев (с 12 октября 1977 года). Управлял самолётом Boeing 707. В должности второго пилота Boeing 747 — с 17 мая 1980 года (кроме того, у него был опыт управления этим самолётом в качестве КВС). Налетал 7489 часов, 2469 из них на Boeing 747.
- Бортинженер — 57-летний Дара Думасиа (англ. Dara Dumasia). Проработал в авиакомпании Air-India 30 лет и 7 месяцев (с 27 октября 1954 года). Управлял самолётом Boeing 707. В должности бортинженера Boeing 747 — с 6 февраля 1974 года. Налетал 14 885 часов, 5512 из них на Boeing 747.

В салоне самолёта работали 19 бортпроводников:
- Джамшид Диншоу (англ. Jamshed Dinshaw), 40 лет — старший бортпроводник. В Air-India с 17 декабря 1984 года.
- Сампат Лазар (англ. Sampath Lazar), 44 года. В Air-India с 1 апреля 1985 года.
- Канайя Такур (англ. Kanaya Thakur), 46 лет. В Air-India с 18 февраля 1985 года.
- Индер Такур (англ. Inder Thakur), 35 лет. В Air-India с 9 мая 1984 года.
- Сунил Шукла (англ. Sunil Shukla), 33 года. В Air-India с 23 января 1985 года.
- Шона Сингх (англ. Shobna Singh). В Air-India с 15 января 1985 года.
- Ношир Вайд (англ. Noshir Vaid), 34 года. В Air-India с 2 мая 1985 года.
- Б. К. Сена (англ. B.K. Sena). В Air-India с 3 декабря 1984 года.
- Нели Кашипри (англ. Neli Kashipri), 30 лет. В Air-India с 12 сентября 1984 года.
- Каран Сет (англ. Karan Seth), 38 лет. В Air-India с 11 февраля 1985 года.
- Сюзила Рагавен (англ. Suseela Raghaven), 23 года. В Air-India с 13 июля 1984 года.
- С. Чатге (англ. S. Chatge). В Air-India с 10 апреля 1985 года.
- Рима Басин (англ. Rima Bhasin), 22 года. В Air-India с 11 февраля 1985 года.
- Лина Кай (англ. Leena Kaj), 25 лет. В Air-India с 17 апреля 1985 года.
- Памела Диншоу (англ. Pamela Dinshaw), 26 лет. В Air-India с 17 декабря 1984 года.
- Шэрон Ласарадо (англ. Sharon Lasarado), 23 года. В Air-India с 15 апреля 1985 года.
- Элен Родрикс (англ. Elaine Rodricks), 32 года. В Air-India с 10 июня 1985 года.
- С. Каонкар (англ. S. Caonkar). В Air-India с 3 апреля 1985 года.
- Рита Фансекар (англ. Rita Phansekar), 26 лет. В Air-India с 29 апреля 1985 года.

| Гражданство    | Пассажиры | Экипаж | Всего |
| -------------- | --------- | ------ | ----- |
| Канада         | 268       | 0      | 268   |
| Великобритания | 27        | 0      | 27    |
| Индия          | 0         | 22     | 22    |
| Не указано     | 12        | 0      | 12    |
| Всего          | 307       | 22     | 329   |

Всего на борту самолёта находились 329 человек — 22 члена экипажа (3 пилота и 19 бортпроводников (10 стюардов, 9 стюардесс)) и 307 пассажиров.

## Хронология катастрофы

### Предшествующие обстоятельства
Boeing 747-237B борт VT-EFO совершал плановый рейс AI181 по маршруту Бомбей—Дели—Франкфурт-на-Майне—Торонто—Монреаль. На промежуточной посадке в Торонто к самолёту под левым крылом прикрепили пятый двигатель. Этот двигатель был снят с другого самолёта Air-India, когда 8 июня он отказал при взлёте, в связи с чем пилоты тогда были вынуждены вернуться обратно. В аэропорту на том самолёте отказавший двигатель заменили на новый, любезно предоставленный авиакомпанией Air Canada. Теперь же снятый двигатель планировалось доставить в Индию для ремонта. Его закрепили на левом крыле между двигателем № 2 и фюзеляжем, после чего закрыли обтекателями. Из-за установки двигателя рейс 181 был вынужден задержаться с вылетом и прибыл в Монреаль в 01:10 UTC.
В Монреале номер рейса был изменён на AI182 и теперь самолёт должен был лететь по маршруту Монреаль—Лондон—Дели—Бомбей. Также в Монреале сменился экипаж. В кресле командира сидел Нарендра, справа сидел командир Биндер, который в данном рейсе летел в качестве второго пилота, а для бортинженера Думасиа этот рейс был последним, так как после него он планировал уйти в отставку. В 02:18 UTC с опозданием от расписания примерно на 1¾ часа рейс 182 вылетел из Монреаля и после набора высоты занял эшелон FL310 (9500 метров). Из-за перевозимого двигателя скорость полёта была снижена с 892 до 860 км/ч, в остальном же полёт начался без замечаний. Посадку в Лондоне пилоты планировали совершить в 08:33. Всего на борту авиалайнера находились 307 пассажиров, из которых в Монреале сели только 105, а остальные 202 летели транзитом.

### Взрыв в Токио

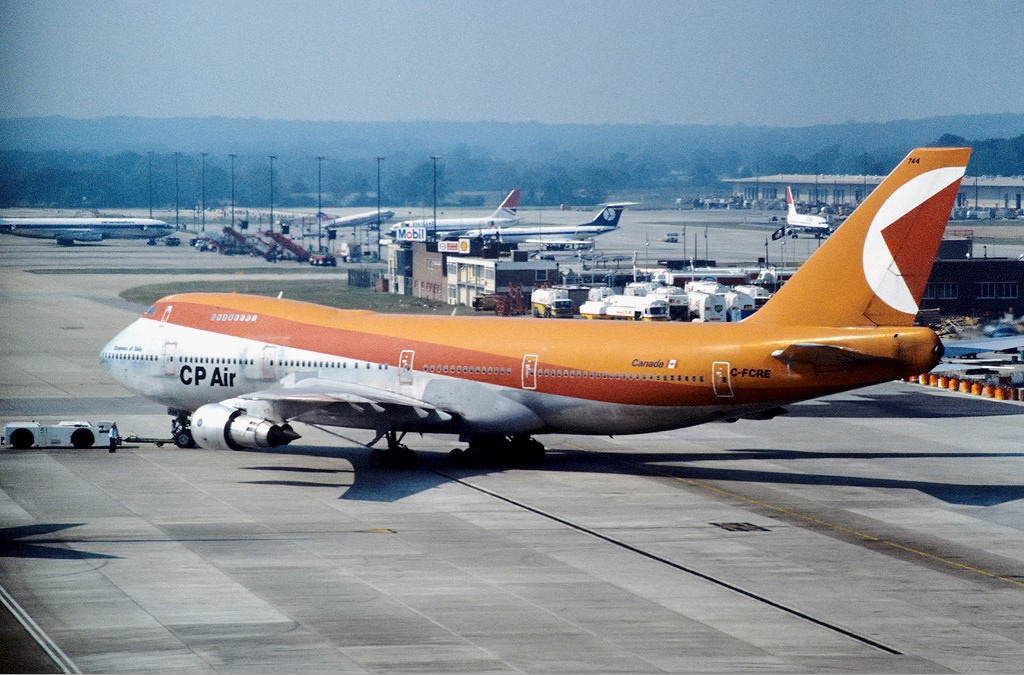
Boeing 747-217B борт C-FCRE

В 13:41 по местному времени (05:41 UTC) в японском аэропорту Нарита на 14 минут раньше расписания приземлился прибывший из Ванкувера рейс CP003 канадской авиакомпании Canadian Pacific Air Lines (авиалайнер Boeing 747-217B, борт C-FCRE, имя Empress of Australia). Часть багажа была транзитной и далее должна была быть погружена на рейс AI301 авиакомпании Air-India. Грузчики начали выносить сумки, когда в 14:20 (06:20 UTC) среди багажа произошёл взрыв, образовавший дыру в бетонном полу. При этом погибли 2 сотрудника аэропорта, ещё 4 получили ранения. Если бы взрыв произошёл на 1 час позже, то могли погибнуть экипаж и 177 пассажиров на борту рейса AI301.

### Катастрофа
Пилоты рейса AI182 ничего не знали о событиях в Японии. В 07:05 UTC самолёт прошёл точку координат 50° с. ш. 15° з. д., в связи с чем пилоты связались с диспетчерским центром в ирландском аэропорту Шаннон. Из-за неправильно настроенной частоты второй пилот рейса 182 смог связаться с диспетчером лишь в 07:08:28:
| AI182           | Эйр Индия 182, доброе утро. (англ. Air India 182, good morning.) |
| Шаннон-контроль | Эйр Индия 182, доброе утро. Установите код ответчика 2-0-0-5, и продолжайте передачу сообщения, пожалуйста. (англ. Air India 182, good morning. Squawk two zero zero five, and go ahead please.) |
| AI182           | Ответчик 3-0-0-5, я Эйр Индия, прошел 51° северной широты и 15° западной долготы в 0-7-0-5 времени по Гринвичу, эшелон 3-1-0, рассчитываю точку выхода из вашего РПИ 51° северной широты 0-8 западной долготы в 0-7-3-5, далее точка Банти. (англ. Three zero zero five squawking, and Air India is five one north one five west at zero seven zero five, level three one zero, estimate FIR five one north zero eight west at zero seven three five, and Bunty next.) |
| Шаннон-контроль | Эйр Индия, Шаннон, вас понял. Разрешаю Лондон через 51° северной 08° западной, далее Банти, верхний голубой коридор 40 на точку Мерли, верхний красный коридор 37 на точку Ибсли, эшелон 3-1-0. (англ. Air India, Shannon, Roger. Cleared London via five one north zero eight west, Bunty, upper blue 40 to Merley, upper red 37 to Ibsley, flight level three one zero.)                                                                                             |

Второй пилот дословно повторил указание диспетчера, но тот уточнил, что код ответчика — 2005:
| Шаннон-контроль | Эйр Индия 182, установите, пожалуйста, 2-0-0-5. Я повторяю, 2-0-0-5. (англ. Аir India 182 would you squawk two zero zero five I repeat two zero zero five.) |
| AI182           | Верно, сэр. Ответчик 2-0-0-5, 182. (англ. Right, sir. Squawking two zero zero five, 182.)                                                                   |

Рейс AI182 летел на высоте 9500 метров и со скоростью 861 км/ч по воздушному коридору 11B-40 (курс 198° по отношению к северному магнитному полюсу). Авиадиспетчеры Майкл Куинн (англ. Michael Quinn) и Томас Лейн (англ. Thomas Lane) следили за ним на экране радиолокатора. Кроме рейса AI182, на экране их радара было ещё два самолёта, летевших выше индийского Boeing 747 — рейсы авиакомпаний Trans World Airlines (TWA) (TWA770) и Canadian Pacific Air Lines (CP282). В 07:14 все метки трёх самолётов слились на радаре и диспетчеры услышали щелчок включившегося передатчика. Они разъединили метки самолётов на радаре и увидели, что метка рейса AI182 пропала с экрана.
Неожиданно в 07:14:01, когда рейс AI182 находился в 176 километрах от Корка, в переднем грузовом отсеке авиалайнера прогремел взрыв, в результате чего хвостовая часть оторвалась, а самолёт сразу полностью разрушился; пилоты даже не успели передать сигнал бедствия.
В 08:30 диспетчеры сообщили судам береговой охраны об исчезновении пассажирского самолёта. Также в поисках приняли участие несколько грузовых судов, проплывающих в данном районе, в том числе «Laurentian Forest», «Ali Baba», «Kongsteift» и «West Atlantic». Наконец в 09:13 с борта сухогруза «Laurentian Forest» сообщили об обнаружении плавающих на поверхности воды обломков самолёта. В течение нескольких дней из воды подняли около 50% остатков самолёта и 131 тело. Все 329 человек на борту авиалайнера погибли. Это худшая авиационная катастрофа среди произошедших над водой, а на момент событий являлась третьей среди крупнейших авиакатастроф мира (после катастроф DC-10 под Парижем (346 погибших) и двух Boeing 747 на Тенерифе (583 погибших)).

## Расследование
Премьер-министр Индии Раджив Ганди отдал распоряжение о создании комиссии по расследованию причин катастрофы. Государственный министр туризма и гражданской авиации Индии Ашок Гехлот (англ. Ashok Gehlot) заявил, что причиной падения самолёта мог быть взрыв. По его мнению, на это указывает характер разброса обломков самолёта, который буквально рассыпался в воздухе. Кроме того, Гехлот не исключил возможности саботажа.
Капитан сухогруза «Laurentian Forest» показал, что в 07:14 UTC видел на высоте 9,5 километров взрыв в воздухе и заявил, что самолёт сделал два полных оборота вокруг своей оси, прежде чем развалиться.
Комиссия Интерпола в составе представителей Индии, Канады, США, Великобритании и Японии начала расследование трагических инцидентов (взрыва в аэропорту Нарита и катастрофы рейса AI182). Комиссии долгое время не удавалось собрать веские доказательства того, что это были теракты. Многие обломки рейса 182, которые помогли бы определить причину катастрофы, лежали на дне Атлантического океана и поднять их было нереально.
Но 5 июля 1985 года были обнаружены остальные обломки, а 9 и 10 июля были найдены оба бортовых самописца. Было поднято более 20 обломков, и постепенно становилось ясно, что причиной катастрофы рейса 182 стал взрыв на борту.
В конце января 1986 года был опубликован отчёт канадского департамента. Принимая во внимание все имеющиеся в нём факты и свидетельства, в нём указывалось, что катастрофа рейса AI182 произошла из-за взрыва бомбы в грузовом отсеке. Бесспорных доказательств найти не удалось, хотя версия взрыва была наиболее вероятна. Расшифровка бортовых самописцев показала, что на борту самолёта произошли два взрыва. Запись речевого самописца прервалась в тот момент, когда второй пилот и бортинженер общались друг с другом; предположительно, первый взрыв вывел из строя электрическую систему.
Подозрение пало на сикхских экстремистов, причём не одна, а сразу три экстремистские группы в США и Канаде взяли на себя ответственность за катастрофу рейса Air-India-182.
Службы безопасности США подозревали, что к взрыву рейса 182 имеют отношение террористы Лал Сингх и Аммана Сингх, которые готовили покушение на Раджива Ганди во время его визита в США и подозревались в причастности к взрыву в аэропорту Нарита.
В конце июля 1986 года полиция напала на след злоумышленников. При ознакомлении со списками пассажиров следователи обратили внимание на следующее:
- Некто Л. Сингх прошёл регистрацию в Ванкувере на рейс Canadian Pacific Air Lines-003, но на борт так и не поднялся. Также он значился среди пассажиров рейса Air-India-301 из Токио в Бангкок. На остатках чемодана, где находилась бомба с часовым механизмом, взорвавшаяся в аэропорту Нарита, были обнаружены отпечатки пальцев Лал Сингха.
- Другой подозреваемый (Аммана Сингх) объявился в Торонто. По прибытии туда он зарегистрировался на рейс Air-India-182, но на борт так и не поднялся.

Их багаж был загружен в самолёты, на которых они не полетели.

## Суд
Канадским судом Лал Сингх был приговорён к длительному сроку заключения за теракт в аэропорту Нарита.
В 2001 году канадские власти предъявили Лал Сингху, отбывавшему срок в тюрьме Ванкувера, обвинение в организации взрыва рейса 182 Air-India. Обвинение было предъявлено террористу за 3 дня до его освобождения.

## Культурные аспекты
- Взрыв рейса 182 Air-India показан в 5 сезоне канадского документального телесериала Расследования авиакатастроф в серии Взрывоопасная улика.
- Также он упоминается в книге И. А. Муромова «100 великих авиакатастроф» в главе «Боинг-747» взорван в небе над Атлантикой.

### Комментарии
1. ↑  При следовании самолёта по т. н. северо-атлантическим воздушным коридорам отсутствует радиолокационный контроль. Экипаж рейса 182 передавал диспетчерам координаты широты и долготы, времени прохождения и расчётное время точки выхода из района полётной информации Шеннон-контроль и следующую после выхода из РПИ точку Банти согласно процедурам полёта вне радиолокационного контроля. Связь велась на КВ частотах